# John Phillips (geolog)

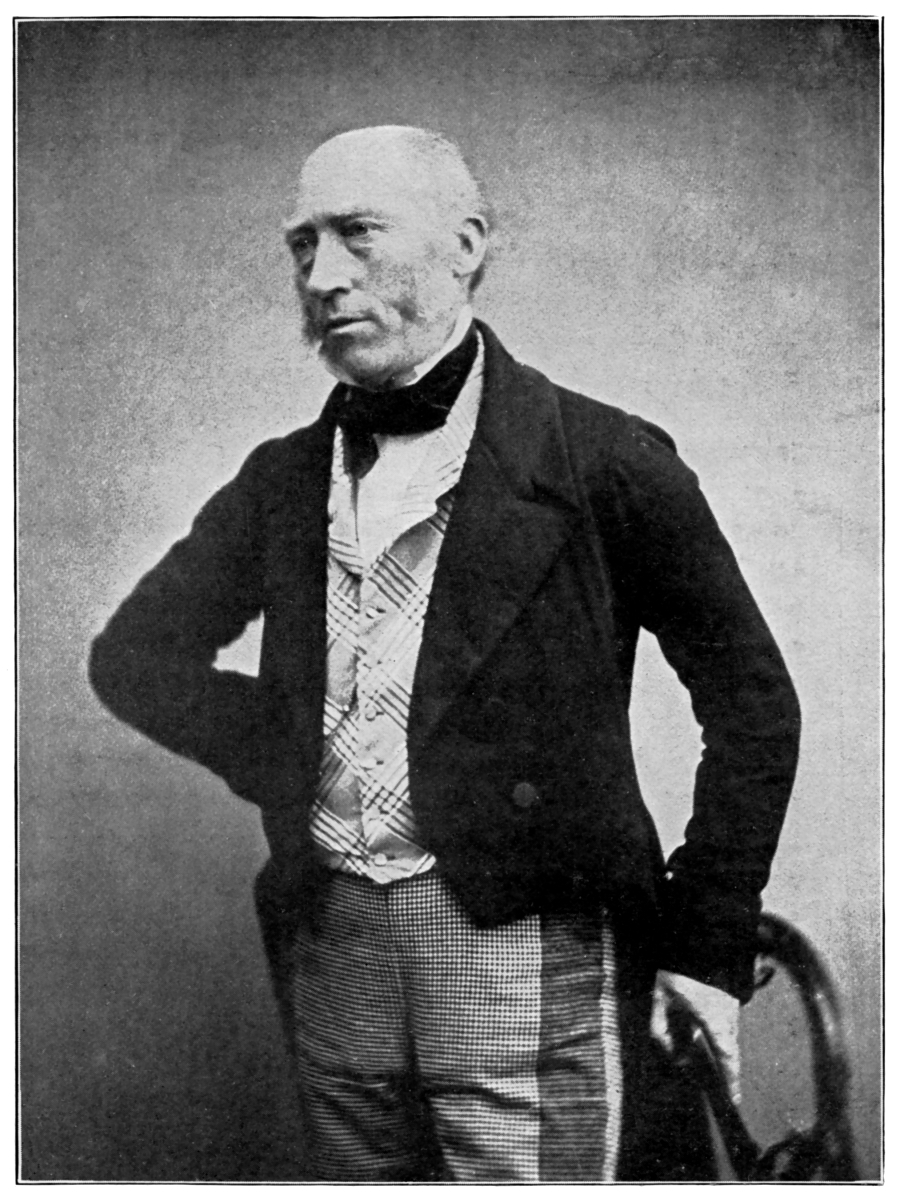
John Phillips

John Phillips, född 25 december 1800 i Marden, Wiltshire, död 24 april 1874 i Oxford, var en engelsk geolog och paleontolog.
Phillips, som redan i unga år intresserat sig för geologi, blev 1824 professor i detta ämne vid King's College i London, 1844 vid Trinity College i Dublin och slutligen 1856 vid University of Oxford. Han tilldelades Wollastonmedaljen 1845. 
Han utövade ett omfattande författarskap och införde bland annat begreppen paleo-, meso- och kenozoiska bildningar i stället för "övergångs-, sekundära och tertiära bildningar". Han ägnade sig även åt andra grenar av naturvetenskapen och konstruerade således olika fysikaliska instrument. Hans mest kända verk är Geology of Yorkshire (1836), Treatise on Geology (1838) samt Manual of Geology (1855, ny upplaga 1884). 